# 국도 제108호선 (인도)
국도 제108호선(NH 108, National Highway 108)은 파니사가르와 아이자울을 이어주는 인도의 일반 국도이며, 트리푸라주와 미조람주를 서로 이어준다.